# Prison centrale de Bertoua
La prison centrale de Bertoua est la principale prison de la région de l'Est au Cameroun, construite en 1930.
Outre la surpopulation, avec 478 prisonniers pour 100 places, les détenus souffrent du manque d'alimentation. Fin 2012, 18 prisonniers sont ainsi morts en moins de six mois.